# Tony Maggs
Anthony Francis O'Connell "Tony" Maggs (Pretoria, 1937. február 9. – 2009. június 2.) dél-afrikai autóversenyző.

## Pályafutása
1961-ben tűnt fel az élvonalban, amikor Jo Schlesser-rel holtversenyben megnyerte a Formula Junior Európa-bajnokságot. Az 1962-es és az 1963-as szezonra is leszerződtette a Cooper Formula–1-be. Bár mind kétszer második lett a francia nagydíjon, a következő évben a csapat már Phil Hill-t szerződtette a helyére. Utolsó Formula–1-es futamát 1965-ben a dél-afrikai nagydíjon futotta. Később sportkocsikkal versenyzett, de halálra gázolt egy fiút, ezért visszavonult.

## Eredményei

### Teljes Formula–1-es eredménysorozata
(Táblázat értelmezése)

(Félkövér: pole-pozícióból indult; dőlt: leggyorsabb kört futott) 

| Év   | Csapat              | 1      | 2      | 3      | 4     | 5      | 6      | 7     | 8      | 9      | 10    | Helyezés | Pont |
| ---- | ------------------- | ------ | ------ | ------ | ----- | ------ | ------ | ----- | ------ | ------ | ----- | -------- | ---- |
| 1961 | Louise Bryden-Brown | MON    | NED    | BEL    | FRA   | GBR 13 | GER 11 | ITA   | USA    |        |       | -        | 0    |
| 1962 | Cooper Car Company  | NED 5  | MON Ki | BEL Ki | FRA 2 | GBR 6  | GER 9  | ITA 7 | USA 7  | RSA 3  |       | 7.       | 13   |
| 1963 | Cooper Car Company  | MON 5  | BEL 7  | NED Ki | FRA 2 | GBR 9  | GER Ki | ITA 6 | USA Ki | MEX Ki | RSA 7 | 8.       | 9    |
| 1964 | Scuderia Centro Sud | MON    | NED NI | BEL NI | FRA   | GBR Ki | GER 6  | AUT 4 | ITA    | USA    | MEX   | 12.      | 4    |
| 1965 | Reg Parnell Racing  | RSA 11 | MON    | BEL    | FRA   | GBR    | NED    | GER   | ITA    | USA    | MEX   | -        | 0    |

## Fordítás
- Ez a szócikk részben vagy egészben  a   Tony Maggs című angol Wikipédia-szócikk fordításán alapul.  Az eredeti cikk szerkesztőit annak laptörténete sorolja fel. Ez a jelzés csupán a megfogalmazás eredetét és a szerzői jogokat jelzi, nem szolgál a cikkben szereplő információk forrásmegjelöléseként.

## Külső hivatkozások
- Profilja a grandprix.com honlapon (angolul)
- Profilja a statsf1.com honlapon (angolul)
- Profilja a driverdatabase.com honlapon (angolul)